# Неперервне відношення переваги
Неперервність відношення переваги означає, що якщо споживач віддає перевагу набору {\displaystyle x\,\!} над набором {\displaystyle y\,\!}, то він також віддасть перевагу наборам близьким до {\displaystyle x\,\!} над наборами близькими до {\displaystyle y\,\!}. 
Відношення переваги {\displaystyle \succeq } називається неперервним, якщо для довільного набору {\displaystyle y\in X\,\!} множини {\displaystyle {\big \{}x\in X:x\succeq y{\big \}}\,\!} та {\displaystyle {\big \{}z\in X:y\succeq z{\big \}}\,\!} є замкнутими. Перша множина містить всі набори, які слабо переважають {\displaystyle y\,\!} (тобто не гірші за {\displaystyle y\,\!}), друга – всі набори такі, що {\displaystyle y\,\!} їх слабо переважає (тобто не кращі за {\displaystyle y\,\!}).
Еквівалентне означення можна дати використовуючи відношення сильної переваги {\displaystyle \succ } – множина {\displaystyle {\big \{}x\in X:x\succ y{\big \}}\,\!} наборів кращих за {\displaystyle y\,\!} та множина {\displaystyle {\big \{}z\in X:y\succ z{\big \}}\,\!} наборів гірших за {\displaystyle y\,\!} повинні бути відкритими.
Останнє означення має важливий наслідок. Оскільки відкриті множини не містять своїх граничних точок, то крім множини кращих та множини гірших за {\displaystyle y\,\!} наборів мусить бути ще множина наборів, які є байдужими стосовно {\displaystyle y\,\!} і які розділяють перші дві множини.
Отже, з неперервності випливає, що переміщаючись від набору гіршого за довільно вибраний набір {\displaystyle y\,\!} до кращого за {\displaystyle y\,\!}, по дорозі завжди натрапимо на набір байдужий стосовно {\displaystyle y\,\!}.
Якщо відношення переваги є і монотонним, і неперервним, то класи байдужості будуть гіперповерхнями. У випадку двох товарів (тобто {\displaystyle X=R_{+}^{2}}) класи байдужості називають кривими байдужості.
Класичним прикладом відношення переваги, що не є неперервним є лексикографічне відношення переваги.

## Дивись також
- Монотонне відношення переваги
- Опукле відношення переваги
- Крива байдужості
- Лексикографічне відношення переваги